# Yeniköy, Foça
Yeniköy là một xã thuộc huyện Foça, tỉnh İzmir, Thổ Nhĩ Kỳ. Dân số thời điểm năm 2010 là 259 người.